# Pasze (Jaszczew)
Pasze – część wsi Jaszczew w Polsce położona w województwie podkarpackim, w powiecie krośnieńskim, w gminie Jedlicze.
W latach 1975–1998 Pasze administracyjnie należały do województwa krośnieńskiego.